# 스콧 브라운 (축구 선수)
스콧 브라운(Scott Brown, 1985년 6월 25일 ~ )은 스코틀랜드 던펌린 출신의 전 축구 선수로, 현재 플리트우드 타운 FC의 감독을 맡고 있다.